# Frieda Hodapp

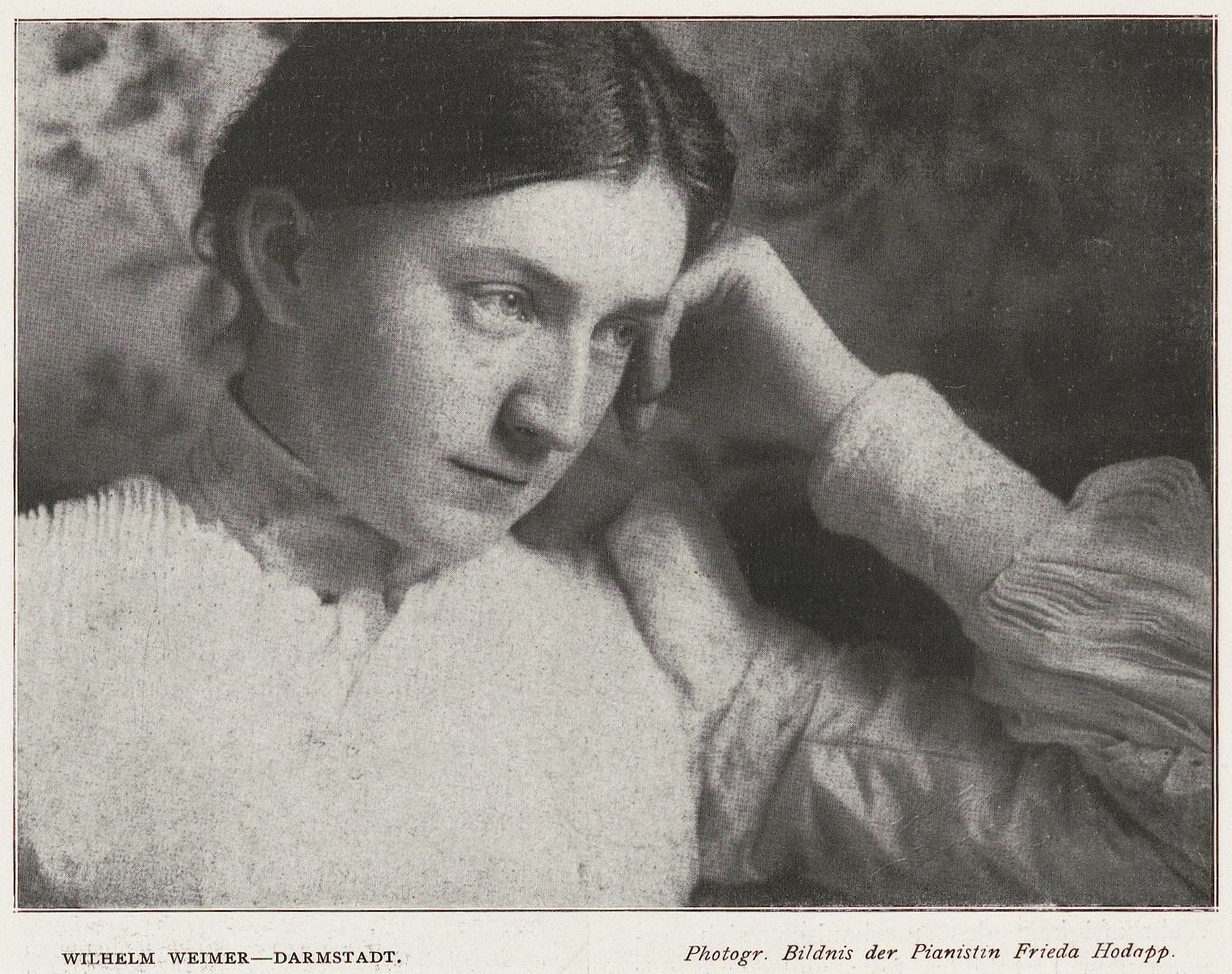
Frieda Hodapp (um 1902). Foto von Wilhelm Weimer

Frieda Elise Hodapp (* 13. August 1880 in Bargen; † 14. September 1949 in Bad Wiessee) war eine deutsche Pianistin und Schülerin von Max Reger.

## Leben
Frieda Hodapp war das älteste von vierzehn Kindern des Dorfschulmeisters Anton Hodapp, der ihr ersten Klavierunterricht erteilte, als sie vier Jahre alt war. Als Freischülerin lernte sie von 1887 bis 1891 am Konservatorium in Karlsruhe. Von 1891 bis 1898 studierte sie am Hochschen Konservatorium in Frankfurt/Main. 
Nach ihrem ersten Auftritt 1899 in Darmstadt begann sie ihre Karriere 1901 mit einer Konzertreise nach St. Petersburg und Moskau. Dann folgte eine ausgedehnte Konzerttätigkeit in Deutschland und fast allen europäischen Ländern, daneben Unterrichtstätigkeit. Nach der Aufgabe ihrer Konzerttätigkeit 1932 gab sie ab 1934 in Heidelberg Meisterkurse. In ihrer Heidelberger Zeit arbeitete sie mit Fritz Henn zusammen, der über sie eine 115-seitige, maschinengeschriebene Selbstbiografie besaß. Sie war ab 1902 in erster Ehe mit dem niederländisch-deutschen Musikpädagogen James Kwast (1852–1927) verheiratet, in zweiter Ehe mit Otto Krebs, den sie kurz vor dessen Tod 1941 heiratete.

## Ehrungen
Sie war „Großherzöglich Hessische Kammer-Virtuosin“. 1898 erhielt sie den mit einem Stipendium in Höhe von 1500 Mark verbundenen Mendelssohn-Preis in Berlin. James Kwast und Frieda Hodapp waren seit 1912 beide Inhaber des Mecklenburg-Strelitzer Ordens für Kunst und Wissenschaft in Gold. Frieda Kwast-Hodapp stand 1944 in der Gottbegnadeten-Liste des Reichsministeriums für Volksaufklärung und Propaganda.